# 庶长奂
庶长奂（？—？），战国时期秦国将领，官至庶长。

## 生平
前301年（秦昭襄王六年、楚怀王二十八年），庶长奂率军攻伐楚国，斩首二万人。前298年（秦昭襄王九年、楚顷襄王元年），庶长奂率军攻打楚国，攻下八个城池，杀死楚国将领景快。
据史家考证秦昭襄王六年，庶长奂率军攻伐楚国，即是与齐将匡章、魏将公孙喜、韩将暴鸢联合击败楚将唐昧的垂沙之战。而杀死景缺的襄城之战在前300年（秦昭襄王七年、楚怀王二十九年）。

## 注腳
1. ↑  《史记·秦本纪》
2. ↑  杨宽《战国史料编年辑证》